# RAAL La Louvière
RAAL La Louvière is een Belgische voetbalclub uit La Louvière. De club is aangesloten bij de KBVB met stamnummer 94 en heeft groen en wit als clubkleuren.
De club kende een bewogen geschiedenis tussen 2009 en 2013. Ze speelde tot 2009 als RACS Couillet in Couillet, een deelgemeente van Charleroi, verhuisde toen even naar La Louvière, maar keerde in 2011 terug naar Charleroi, en het stamnummer kwam in 2013 te koop toen de ploegen werden ondergebracht in voetbalclub Charleroi Fleurus. Na een grote stamnummerwissel tussen een aantal clubs, bouwde men in de regio weer onder stamnummer 94 een club uit met de naam RC Charleroi-Couillet-Fleurus. In 2017 vond er opnieuw een wissel plaats toen men het in 2009 ter ziele gegane RAA Louviéroise, met stamnummer 93, nieuw leven wilde inblazen. De club verhuisde naar La Louvière en nam de naam Royale Association Athlétique Louviéroise (RAAL) aan.

## Geschiedenis

### CS Couillet (1919-1962)
Cercle Sportif Couillet werd reeds in 1919 opgericht en sloot aan bij de Belgische Voetbalbond in 1920. In 1934 was de club voor het eerst opgeklommen tot in de nationale reeksen, en speelde drie jaar in Bevordering, toen de Derde Klasse. Daarna verdween de club weer in de provinciale reeksen.
In 1945 wijzigde de club officieel zijn naam in Amicale Cercle Sportif Couillet. Dit leek men vooral gedaan te hebben om steun te krijgen van een arbeidersvereniging na het verdwijnen van bedrijfsvoetbalclub Amicale Sportive de Couillet.
Een paar jaar later, in 1949, werd in Couillet nog een andere club opgericht, namelijk Union Sportive Couillet d'Amérique. Na een paar jaar bij een concurrerende amateurbond, stapte men in 1952 toch als debuterende club over naar de KBVB, onder stamnummer 5580. In 1956 werd men effectief lid.

### RACS Couillet (1962-2009)
In 1962 kreeg Amicale Cercle Sportif Couillet de koninklijke titel, en wijzigde zijn naam tot Royale Amicale Cercle Sportif Couillet (RACS Couillet). In 1977 gingen beide clubs uit Couillet uiteindelijk samen. De nieuwe club kreeg de naam Royale Association Cercle Sportif Couillet (eveneens als RACS Couillet afgekort), en speelde verder onder stamnummer 94 van Amicale Cercle Sportif.
Bij het begin van de 21ste eeuw werkte de club zich weer succesvol op uit de provinciale reeksen. In 2000 was RACS Couillet immers weer opgeklommen tot in de nationale Vierde Klasse en in 2005 dwong men zelfs promotie af naar Derde Klasse. In het seizoen 2007/08 eindigde de club echter laatste in de rangschikking en degradeerde het terug naar de Vierde Klasse.

### Football Couillet-La Louvière (2009-2011)
In 2009 besloot men een samenwerking aan te gaan met derdeklasser RAA Louviéroise, een voormalige eersteklasser die financiële moeilijkheden kende. Het kwam niet tot een officiële fusie, maar RAA Louviéroise werd geschrapt en de clubnaam van RACS Couillet werd gewijzigd in Football Couillet-La Louvière, dat met het stamnummer 94 van Couillet verder speelde in Vierde Klasse. De eerste ploeg ging spelen in het stadium van RAA La Louvière, het Stade Du Tivoli in La Louvière. Verschillende jeugdploegen bleven in het Stade du Fiestaux en andere terreinen in Couillet spelen. In het clublogo werd de wolf uit het logo van RAA Louviéroise overgenomen, en de bijnaam van de club werd "les loups" (de wolven). Men behield de groene en witte clubkleuren.

### FC Charleroi (2011-2014)
In de lente van 2011 veranderde het voetballandschap in La Louvière en Charleroi opnieuw. Voetbalclub URS du Centre, bij de KBVB aangesloten met stamnummer 213, ging in het Stade du Tivoli spelen onder de nieuwe naam UR La Louvière Centre. Het pas verhuisde Football Couillet-La Louvière keerde alweer terug naar Charleroi en de naam werd Football Club Charleroi (FC Charleroi). Men ging er bovendien samenwerking met provincialer RFCS Marcinelle, bij de KBVB aangesloten met stamnummer 301, al kwam het nog niet meteen tot een fusie. In de loop van het seizoen 2011/12 werd de identiteit van de club wat meer gewijzigd. Men koos voor blauwe en witte kleuren en een logo met een leeuw werd geïntroduceerd.
In 2013 nam het bestuur voetbalclub RJS Heppignies-Lambusart-Fleurus over, dat financiële moeilijkheden kende. Die club uit Fleurus was aangesloten bij de KBVB met stamnummer 5192 en actief in Derde Klasse. Het eerste elftal van FC Charleroi werd vanaf volgende seizoen ondergebracht in die club, die werd omgedoopt tot Charleroi Fleurus. Men ging er in Derde Klasse spelen in Charleroi en ook de clubkleuren en het logo van FC Charleroi werden overgenomen. Onder het stamnummer 94 zou zo een "lege" club overblijven en het stamnummer kwam "te koop". Omdat voorzitter Roberto Leone nog geen geschikte overnemer had gevonden, werd voor het seizoen 2013/14 toch een elftal voor Vierde Klasse en een jeugdelftal ingeschreven. Op de tweede speeldag kreeg de club een veeg uit de pan van Sint-Eloois-Winkel Sport met 12-0. Charleroi beëindigde het seizoen in Bevordering met een 16-0-nederlaag tegen OMS Ingelmunster. Men behaalde in het seizoen slechts vijf punten en de doelman werd 144 keer gepasseerd. FC Charleroi degradeerde zo naar Eerste Provinciale.

### RC Charleroi-Couillet-Fleurus (2014-2017)
Na het seizoen vond er een grote stamnummerwissel plaats tussen een aantal Waalse clubs. De Luikse eersteprovincialer RFC Sérésien (stamnummer 23) was overgekocht door de Franse tweedeklasser FC Metz. Men wou zo snel mogelijk in de Belgische Tweede Klasse aantreden, en omdat dit via de sportieve weg minstens drie seizoenen zou duren, zocht men een over te nemen stamnummer in de hogere reeksen. Dat vond men in Henegouwen bij tweedeklasser Boussu Dour Borinage (stamnummer 167), dat financiële moeilijkheden had. Boussu Dour wou zijn stamnummer overlaten op voorwaarde dat het zelf een ander stamnummer in de nationale reeksen kon overnemen en zijn nationale jeugdwerking kon behouden. Boussu Dour vond een akkoord bij Roberto Leone, voorzitter van degraderend vierdeklasser FC Charleroi (stamnummer 94) en degraderend derdeklasser Charleroi-Fleurus (stamnummer 5192, en in het bezit van een nationaal label voor de jeugdwerking). Boussu Dour zou het stamnummer 5192 overnemen en als Francs Borains verder spelen in vierde klasse. Stamnummer 167 werd door Seraing United overgenomen.
Door het vertrek van stamnummer 5192 viel men terug op het overblijvende stamnummer 94 om een club uit bouwen in de regio rond Charleroi. Administratief ging men nog een fusie aan met het overbodig geworden stamnummer 23 van RFC Sérésien, dat zo zijn nationaal label voor jeugdwerking in de fusie bracht. De fusieclub werd RC Charleroi-Couillet-Fleurus (RCCF) genoemd en speelde verder met stamnummer 94. Door de degradatie van FC Charleroi, ging RCCF in 2014/15 van start in de Henegouwse Eerste Provinciale.
Na één seizoen speelde de club weer in bevordering en kon daar via de eindronde promotie afdwingen naar de derde klasse, die voor het seizoen 2016-17 omgevormd werd tot tweede klasse amateurs. De club liet enkel UR Namen achter zich en degradeerde na één seizoen weer.

### RAAL La Louvière (2017-heden)
Na het verdwijnen van La Louvière werd URS Centre de eerste club van de stad en nam de naam UR La Louvière Centre aan. Toch vond niet iedereen dat deze club echt de vervanger was van de oude wolven.. Onder initiatief van oud-voetballer Salvatore Curaba werd het stamnummer van RC Charleroi-Couillet-Fleurus overgenomen en werd de naam gewijzigd in RAAL La Louvière en verhuisde de club terug naar die stad. In 2017/18 ging de club van start in de Derde klasse amateurs, waar de club al meteen de titel won.
In 2022 werd het kampioenschap gevierd in Tweede amateurklasse, waardoor voor het eerst de Eerste amateurklasse werd bereikt. Aangezien stadsgenoot UR La Louvière Centre de omgekeerde weg bewandelde, werd RAAL de hoogst spelende club van de stad. De ambities werden tevens nieuw leven ingeblazen door een initiatief in te dienen voor de herontwikkeling van het Tivoli-gebied met onder andere een nieuw stadion.
In het seizoen 2023/24 won RAAL La Louvière bijna al haar wedstrijden. Met nog negen speeldagen op het programma in de hoogste amateurklasse was de ploeg in maart 2024 mathematisch al zeker van promotie naar de Eerste klasse B. Vervolgens kon La Louvière in één seizoen doorstoten naar Eerste klasse A, na een winnende treffer in extremis op de laatste speeldag.

## Seizoen 2024/25

### Spelerskern
| Nr.           | Naam                | Nationaliteit | Geboortedatum | Vorige club            |
| ------------- | ------------------- | ------------- | ------------- | ---------------------- |
| Keepers       |                     |               |               |                        |
| 1             | Arno Valkenaers     | België        | 03-11-2000    | KV Mechelen            |
| 21            | Marcos Peano        | Argentinië    | 15-10-1998    | Instituto              |
| 71            | Lucas Monteiro      | Portugal      | 04-08-2005    | Jeunesse Aischoise     |
| Verdedigers   |                     |               |               |                        |
| 3             | Nolan Gillot        | Frankrijk     | 31-10-2002    | Young Reds             |
| 4             | Wagane Faye         | Senegal       | 20-11-1993    | RFC Seraing            |
| 5             | Victor Corneillie   | Frankrijk     | 03-09-1997    | Olympic Club Charleroi |
| 12            | Tristan Loiseaux    | België        | 03-09-2004    | Jong KVM               |
| 13            | Maxence Maisonneuve | Frankrijk     | 11-02-1999    | Olympic Club Charleroi |
| 25            | Djibril Lamego      | Frankrijk     | 25-02-2003    | US Chantilly           |
| 31            | Hady Camara         | Frankrijk     | 17-01-2002    | EA Guingamp            |
| 44            | Daan Klomp          | Nederland     | 10-08-1998    | Cavalry FC             |
| 49            | Luka Hoedaert       | België        | 08-04-2003    | Zébras Élites          |
| Middenvelders |                     |               |               |                        |
| 7             | Fadel Gobitaka      | Togo          | 16-01-1998    | FC Differdange 03      |
| 8             | Samuel Gueulette    | Rwanda        | 19-05-2000    | KSV Roeselare          |
| 10            | Maxime Pau          | Frankrijk     | 31-03-2000    | AS Saint-Priest        |
| 11            | Jordi Liongola      | Burundi       | 17-05-2000    | Lierse SK              |
| 15            | Sami Lahssaini      | België        | 18-09-1998    | FC Metz                |
| 23            | Joël Ito            | België        | 27-03-1998    | Olympic Club Charleroi |
| 26            | Adrien Bongiovanni  | België        | 20-09-2000    | Zébras Élites          |
| 38            | Thierno Diallo      | België        | 05-08-2004    | Francs Borains         |
| 98            | Owen Maës           | Frankrijk     | 24-09-1998    | CS Sedan               |
| Aanvallers    |                     |               |               |                        |
| 9             | Mohamed Guindo      | Mali          | 01-08-2003    | Zulte Waregem          |
| 14            | Mouhamed Belkheir   | Algerije      | 02-01-1999    | Fortuna Sittard        |
| 27            | Raphaël Eyongo      | Nederland     | 21-05-2003    | Excelsior Rotterdam    |
| 28            | Ivann Botella       | Frankrijk     | 28-06-1999    | Red Star FC            |
| 51            | Sekou Sidibe        | België        | 05-05-2001    | FC U Craiova 1948      |
| 70            | Kenny Nagera        | Frankrijk     | 21-02-2002    | FC Differdange 03      |

## Resultaten
| Seizoen                               | Klasse | Klasse | Klasse | Klasse | Klasse | Klasse | Klasse | Reeks                                                    | Punten                                                   | Opmerkingen |
|                                       | I      | I      | II     | III    | P.I    | P.II   |        | Vanaf 1926/27 zijn er 3 nationale niveaus                | Vanaf 1926/27 zijn er 3 nationale niveaus                | Vanaf 1926/27 zijn er 3 nationale niveaus |
| ------------------------------------- | ------ | ------ | ------ | ------ | ------ | ------ | ------ | -------------------------------------------------------- | -------------------------------------------------------- | --- |
| Provinciaal voetbal van 1919 tot 1934 |        |        |        |        |        |        |        |                                                          |                                                          | |
| Als ACS Couillet                      |        |        |        |        |        |        |        |                                                          |                                                          | |
| 1934/35                               |        |        |        | 11     |        |        |        | Bevordering C                                            | 24                                                       | |
| 1935/36                               |        |        |        | 11     |        |        |        | Bevordering B                                            | 19                                                       | |
| 1936/37                               |        |        |        | 12     |        |        |        | Bevordering A                                            | 21                                                       | |
| Provinciaal voetbal tot 2000          |        |        |        |        |        |        |        |                                                          |                                                          | |
|                                       | I      | I      | II     | III    | IV     | P.I    | P.II   | Vanaf 1952/53 zijn er 4 nationale niveaus                | Vanaf 1952/53 zijn er 4 nationale niveaus                | Vanaf 1952/53 zijn er 4 nationale niveaus |
| Als RACS Couillet                     |        |        |        |        |        |        |        |                                                          |                                                          | |
| 2000/01                               |        |        |        |        | 13     |        |        | Vierde Klasse D                                          | 32                                                       | Behoud via de barrages na winst tegen KRC Boortmeerbeek                                                                                         |
| 2001/02                               |        |        |        |        | 13     |        |        | Vierde Klasse D                                          | 27                                                       | Behoud via de barrages na winst tegen Berkenbos VV Heusden                                                                                      |
| 2002/03                               |        |        |        |        | 6      |        |        | Vierde Klasse D                                          | 46                                                       | |
| 2003/04                               |        |        |        |        | 4      |        |        | Vierde Klasse D                                          | 54                                                       | |
| 2004/05                               |        |        |        |        | 3      |        |        | Vierde Klasse D                                          | 54                                                       | Verlies in finale eindronde voor promotie tegen UR Namen, maar toch gepromoveerd door de fusie van Verbroedering Denderhoutem en FC Denderleeuw |
| 2005/06                               |        |        |        | 12     |        |        |        | Derde Klasse B                                           | 35                                                       | |
| 2006/07                               |        |        |        | 5      |        |        |        | Derde Klasse B                                           | 45                                                       | |
| 2007/08                               |        |        |        | 16     |        |        |        | Derde Klasse A                                           | 19                                                       | |
| 2008/09                               |        |        |        |        | 13     |        |        | Vierde Klasse A                                          | 32                                                       | Behoud via de barrages na winst tegen Londerzeel SK                                                                                             |
| Als Football Couillet La Louvière     |        |        |        |        |        |        |        |                                                          |                                                          | |
| 2009/10                               |        |        |        |        | 10     |        |        | Vierde Klasse A                                          | 31                                                       | |
| 2010/11                               |        |        |        |        | 10     |        |        | Vierde Klasse A                                          | 37                                                       | |
| Als FC Charleroi                      |        |        |        |        |        |        |        |                                                          |                                                          | |
| 2011/12                               |        |        |        |        | 3      |        |        | Vierde Klasse B                                          | 57                                                       | Verlies in finale eindronde voor promotie tegen KSV Temse                                                                                       |
| 2012/13                               |        |        |        |        | 12     |        |        | Vierde Klasse D                                          | 33                                                       | |
| 2013/14                               |        |        |        |        | 16     |        |        | Vierde Klasse A                                          | 5                                                        | |
| Als Racing Charleroi-Couillet-Fleurus |        |        |        |        |        |        |        |                                                          |                                                          | |
| 2014/15                               |        |        |        |        |        | 4      |        | 1e Prov.Henegouwen                                       | 60                                                       | |
| 2015/16                               |        |        |        |        | 5      |        |        | Vierde Klasse B                                          | 48                                                       | Promotie na winst in eindronde tegen RES Couvin-Mariembourg                                                                                     |
|                                       | 1A     | 1B     | 1Am    | 2Am    | 3Am    | P.I    | P.II   | Vanaf 2016-17 zijn er 3 nationale en 2 regionale niveaus | Vanaf 2016-17 zijn er 3 nationale en 2 regionale niveaus | Vanaf 2016-17 zijn er 3 nationale en 2 regionale niveaus                                                                                        |
| 2016/17                               |        |        |        | 15     |        |        |        | Tweede klasse Am.                                        | 26                                                       | |
| Als RAAL La Louvière                  |        |        |        |        |        |        |        |                                                          |                                                          | |
| 2017/18                               |        |        |        |        | 1      |        |        | Derde klasse Am.                                         | 69                                                       | |
| 2018/19                               |        |        |        | 7      |        |        |        | Tweede klasse Am.                                        | 46                                                       | |
| 2019/20                               |        |        |        | 3      |        |        |        | Tweede klasse Am.                                        | 46                                                       | Competitie vroegtijdig geannuleerd vanwege coronapandemie                                                                                       |
| 2020/21                               |        |        |        | -      |        |        |        | Tweede klasse Am.                                        | -                                                        | Competitie vroegtijdig geannuleerd vanwege coronapandemie                                                                                       |
| 2021/22                               |        |        |        | 1      |        |        |        | Tweede afdeling                                          | 78                                                       | |
| 2022/23                               |        |        | 4      |        |        |        |        | Eerste nationale                                         | 73                                                       | |
| 2023/24                               |        |        | 1      |        |        |        |        | Eerste nationale                                         | 83                                                       | Kampioen |
| 2024/25                               |        | 2      |        |        |        |        |        | Eerste klasse B                                          | 59                                                       | Tweede in de eindrangschikking en promotie naar Eerste klasse A.                                                                                |
| 2025/26                               |        |        |        |        |        |        |        | Eerste klasse A                                          |                                                          | |